# Список умерших в 530 году

## Январь
- 16 января — Гонорат из Фонди, святой игумен, покровитель города Фонди.

## Сентябрь
- 22 сентября — Феликс IV (III), Папа Римский (526—530).

## Октябрь
- 14 октября — Диоскор, римский антипапа (530).

## Ноябрь
- 9 ноября — Пабо Опора Британии, король Пеннинов (ок. 500—ок. 525), святой.

## Дата смерти неизвестна или требует уточнения
- Авит из Миси, настоятель монастыря Миси.
- Варесман, сасанидский персидский полководец.
- Иоанн Пророк, христианский святой.
- Каннера, святая дева, отшельница с острова Иниш Катах, Ирландия.
- Магн Миланский, святой, архиепископ миланский (518—530).
- Мейлир Мейлирион, правитель Мейлириона (500—530), суб-королевства, подчиненного королевству Гвинед.
- Сампсон Странноприимец, полулегендарный житель Рима и Константинополя, священник, покровитель бедных и врач, почитается как святой в Восточном христианстве.